# No quiero ser bella
No quiero ser bella es una miniserie protagonizada por Laura Suárez, David Gil y Adriana Manzo.

## Argumento
Una mujer teme enamorarse, porque de ser así se cumpliría una terrible maldición: una tragedia le ocurriría al amor de su vida. Por todos los medios ella intentará acabar con su belleza para que ningún hombre se fije en ella, llegando a pedir a un cirujano que le desfigure el rostro.

## Elenco
- Laura Suárez
- David Gil
- Adriana Manzo
- Gonzalo Samper
- Martha Ormaza